# Anabi
Anabi (do tupi ana'bi) (Potalia amara) é um arbusto da família das loganiáceas, originário da região amazônica. Tem propriedades medicinais como antissifilítico e antioftálmico. É conhecido também como pau-de-cobra, por ser usado contra picadas de cobra.

## Sinonímia científica
- Nicandra Amara (Aubl.) Gmel.